# The Unknown
The Unknown je soundtrackové album Johna Calea, vydané v roce 1999. Nahrávání alba probíhalo v pařížském Théâtre national de la Colline v roce 1994. Autorem poznámek k albu (tzv. liner notes) je Paolo Cherchi-Usai.
Jde o nový soundtrack k němému filmu Alonzo, muž bez rukou z roku 1927 (Cale byl pověřen složením hudby koncem roku 1993).

## Seznam skladeb
Autorem všech skladeb je John Cale.
| Pořadí         | Název          | Délka |
| -------------- | -------------- | ----- |
| 1.             | Part 1         | 13:05 |
| 2.             | Part 2         | 4:59  |
| 3.             | Part 3         | 1:33  |
| 4.             | Part 4         | 16:03 |
| 5.             | Part 5         | 7:29  |
| 6.             | Part 6         | 4:27  |
| 7.             | Part 7         | 4:12  |
| 8.             | Part 8         | 5:37  |
| Celková délka: | Celková délka: | 57:39 |

## Obsazení
- John Cale – elektronické klávesy